# Тромбопластин
Тромбопластин (англ. Coagulation factor III, tissue factor, platelet tissue factor, тромбокіназа) — білок, який кодується геном F3, розташованим у людей на короткому плечі 1-ї хромосоми. Довжина поліпептидного ланцюга білка становить 295 амінокислот, а молекулярна маса — 33 068.

«Коагуляційний каскад»

Цей білок за структурою належить до ліпопротеїнів. 
Задіяний у процесі зсідання крові. Тромбопластин бере участь у перетворенні протромбіну на тромбін.
Згідно міжнародної номенклатури Тканинний Тромбопластин є III фактором зсідання крові.
Взаємодія тканинного тромбопластину з активованим фактором згортання крові VII призводить до утворення комплексу, який активує фактор згортання крові X, який в свою чергу викликає утворення тромбіну з протромбіну.